# Parque nacional del Drawa
El parque nacional del Drawa (en polaco: Drawieński Park Narodowy)  es un espacio protegido que está situado en el noroeste del país europeo de Polonia, en la frontera de los voivodatos de Gran Polonia, Lebus y Pomerania Occidental. El parque es una parte del gran Bosque Drawsko (Puszcza Drawska), que se encuentra en la vasta llanura Drawsko. Toma su nombre del río Drawa. Fue creado en 1990 e inicialmente cubría 86,91 km ². Posteriormente, se amplió a 113,42 kilómetros cuadrados (43,79 millas cuadradas) de los cuales los bosques representan 96,14 kilómetros cuadrados (3,68 km² es designada como un área estrictamente protegida), y los cuerpos de agua cubren 9,37 km².